# Baldinger Straße 1 (Nördlingen)

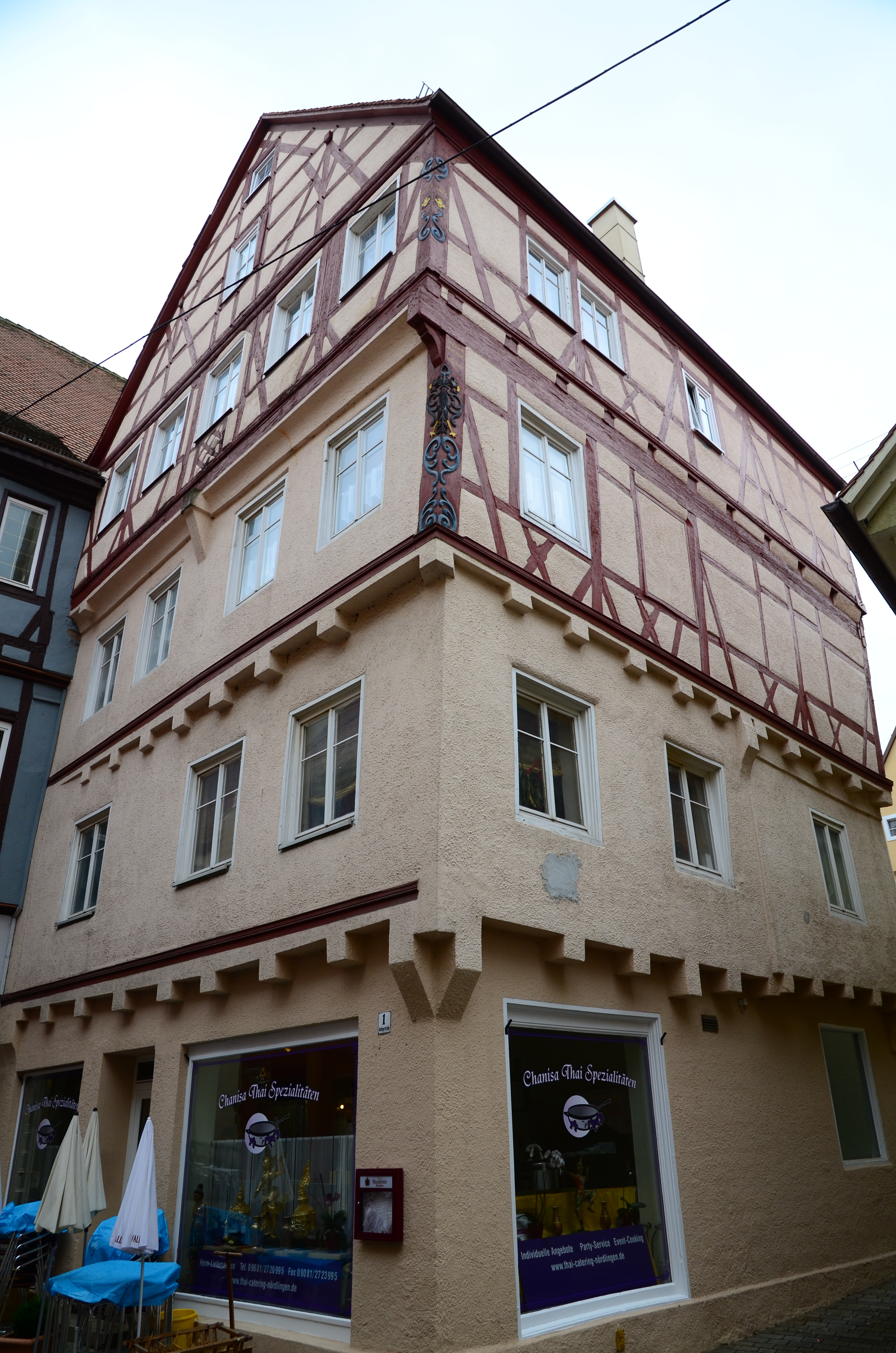
Gebäude Baldinger Straße 1 in Nördlingen

Das Gebäude Baldinger Straße 1 (das sogenanntes Haus Der Stock) in Nördlingen, einer Stadt im schwäbischen Landkreis Donau-Ries in Bayern, wurde im Kern im späten 15. Jahrhundert errichtet. Das Wohn- und Geschäftshaus ist ein geschütztes Baudenkmal.
Das viergeschossige giebelständige Fachwerkhaus mit vorkragenden Obergeschossen ist teils verputzt. Ein Eckständer mit geschnitztem Doppelkopfadler ist mit der Jahreszahl 1666 bezeichnet, der Zeit als das Gebäude um ein Geschoss erhöht wurde.